# Смігунов Віктор Іванович
Смігуно́в Ві́ктор Іва́нович (нар. 28 січня 1962, Донецьк, СРСР) — радянський та український футболіст, що виступав на позиції захисника. Найбільше відомий завдяки виступам у складі сімферопольської «Таврії» та донецького «Шахтаря». Володар Кубка України (1994/95), срібний призер чемпіонату України (1993/94). Майстер спорту СРСР, майстер спорту України.

## Життєпис
Віктор Смігунов народився в Донецьку, де й почав займатися футболом у 1972 році. Шість років потому потрапив до дубля донецького «Шахтаря», однак пробитися до основи було вкрай важко, тож молодий захисник поїхав набиратися досвіду до Череповця, де виступав у складі місцевого «Будівельника». Провівши в команді два сезони, Смігунов повернувся до рідного міста, однак через травму заграти у «Шахтарі» так і не зумів, виступаючи переважно за дублюючий склад «гірників».
У 1986 році перейшов до іншого «Шахтаря» — з Горлівки. Саме там два роки потому його помітив Анатолій Заяєв, що запропонував Смігунову перейти до складу сімферопольської «Таврії». За 4 сезони Віктор провів у кримському клубі понад 150 матчів, зарекомендувавши себе не лише як надійний захисник, а і як гравець, що уміло діяв при «стандартах» у штрафному майданчику суперників.
Перший чемпіонат незалежної України Смігунов знову розпочав у донецькому «Шахтарі». За іронією долі саме того року «Таврія» стала чемпіоном країни, а Смігунову ця висота так і не підкорилася. Втім, у сезоні 1993–1994 йому вдалося разом з «гірниками» здобути «срібло» чемпіонату та взяти участь у розіграші Кубка УЄФА 1994/95, де донеччани за сумою двох матчів поступилися норвезькому «Ліллестрему» (у першому матчі Смігунов отримав червону картку, через що у другому не грав). Цей сезон став для Віктора останнім у «помаранчево-чорній» формі «Шахтаря», після чого він повернувся до «Таврії», відгукнувшись на пропозицію Віталія Шаличева.
Смігунов виступав за сімферопольський клуб до 2000 року, допоки тодішній тренер «Таврії» Володимир Мунтян не запропонував йому перейти на тренерську роботу. Після роботи у тренерському штабі першої команди, Смігунов працював з дублем сімферопольців та командою ТНУ. Згодом зайнявся підготовкою гравців юнацького складу «Таврії».

## Досягнення
Командні трофеї
- Володар Кубка України (1): 1994/95[1]
- Срібний призер чемпіонату України (1): 1993/94

Особисті здобутки
- Майстер спорту СРСР
- Майстер спорту України